# Casilda Calzada
Casilda Aurelia Calzada Quintana (San Germán, 16 de marzo de 1891-agosto de 1936) fue una maestra española que ejerció su profesión en varias localidades de Burgos, destacando su labor en San Llorente de Losa desde 1927 hasta su desaparición forzada durante la Guerra civil española.

## Trayectoria
Nació en Puerto Rico, hija de Catalina Quintana Barriocanal y del cabo de la Guardia Civil Clemente Calzada Ramírez. Fue la segunda de al menos seis hijos en una familia que se trasladó a España tras la jubilación de su padre en 1898. La familia se asentó en Quintanavides, localidad natal de su madre en Burgos. Tras el fallecimiento de su madre en 1910, Casilda asumió responsabilidades familiares mientras continuaba su formación como maestra.
En 1912 inició su carrera docente como maestra interina en Silanes en Burgos y, en los años siguientes, ejerció en varias localidades de la provincia. En Cereceda conoció a Isidoro Mata Martínez, peón caminero, con quien se casó y tuvo seis hijos. Desde 1927, Casilda ocupó el puesto de maestra titular en San Llorente de Losa, donde trabajó hasta el estallido de la guerra civil en 1936. Fue reconocida por su dedicación profesional, aunque su posicionamiento político y social, identificado con la Izquierda Republicana, generó tensiones en un contexto de creciente polarización política.
El golpe de Estado del 18 de julio de 1936 marcó un giro trágico en su vida. Su esposo, Isidoro, vicepresidente de Izquierda Republicana en Quincoces de Yuso, fue detenido y ejecutado en julio de 1936. Casilda, que había buscado información sobre su marido sin éxito, regresó a San Llorente a finales de agosto para reabrir la escuela tras las vacaciones de verano. En el trayecto, fue detenida cerca de Trespaderne. Según testimonios orales, fue ejecutada poco después, posiblemente tras dar a luz, ya que se encontraba en avanzado estado de gestación. Su lugar de enterramiento permanece desconocido.
En 1939, la Comisión Depuradora del Magisterio Nacional de Burgos decretó su separación definitiva del servicio. Se le acusó de mantener una conducta "perturbadora" en términos políticos, religiosos y sociales, en línea con los procedimientos represivos que caracterizaron las depuraciones franquistas. Estos informes administrativos reflejan el clima de represalias y denuncias infundadas que afectaron a numerosos maestros republicanos.